# El Hermel
El Hermel (arabiska: الهرمل) är en distriktshuvudort i Libanon.   Den ligger i guvernementet Mohafazat Baalbek-Hermel, i den nordöstra delen av landet, 100 kilometer nordost om huvudstaden Beirut. El Hermel ligger 743 meter över havet och antalet invånare är 23 604.
Terrängen runt El Hermel är varierad. El Hermel är det största samhället i trakten. 
Omgivningarna runt El Hermel är i huvudsak ett öppet busklandskap. Runt El Hermel är det ganska tätbefolkat, med 80 invånare per kvadratkilometer.